# Hałaczewo
Hałaczewo (biał. Галачова; ros. Галачёво) – wieś na Białorusi, w obwodzie brzeskim, w rejonie brzeskim, w sielsowiecie Motykały, nad Bugiem, który stanowi tu granicę z Polską.
W dwudziestoleciu międzywojennym leżało w Polsce, w województwie poleskim, w powiecie brzeskim, w gminie Wołczyn. Po II wojnie światowej w granicach Związku Sowieckiego. Od 1991 w niepodległej Białorusi.